# Mills Lane
Mills Lane (ur. 12 listopada 1937 w Savannah, zm. 6 grudnia 2022 w Reno) – amerykański sędzia bokserski.
Naukę boksu rozpoczął w wojsku. W czasie studiów na Uniwersytecie Stanu Nevada, w roku 1960, zdobył mistrzostwo NCAA. Po krótkiej karierze zawodowego boksera (stoczył jedenaście walk z których dziesięć wygrał) w roku 1964 rozpoczął karierę sędziego ringowego. Do roku 1998 kiedy zakończył karierę sędziowską prowadził ponad 100 walk o zawodowe mistrzostwo świata. Sędziował między innymi pojedynki: Muhammad Ali - Bob Foster, Riddick Bowe - Evander Holyfield i Evander Holyfield - Mike Tyson. 
W roku 2013 został przyjęty do Międzynarodowej Bokserskiej Galerii Sławy.